# Иванов, Яков Матвеевич
Яков Матвеевич Иванов (17 октября 1916, деревня Селиваново, Новгородская губерния — 17 ноября 1941, Чёрное море) — советский лётчик-истребитель авиации Военно-Морского флота, участник Великой Отечественной войны, Герой Советского Союза (17.01.1942, посмертно). Младший лейтенант (33.08.1940).

## Биография
Яков Иванов родился 17 октября 1916 года в деревне Селиваново (ныне — Волотовский район, Новгородская область). С четырех лет, в связи с переездом семьи, его жизнь была связана с городом Чудово. Работал слесарем на спичечной фабрике, посещал автошколу. В 1936 году он окончил Высшую парашютную школу, после чего работал лётчиком-инструктором Новгородского аэроклуба. 
В ноябре 1939 года призван на службу в Военно-морской флот СССР. В августе 1940 года окончил Военно-морское авиационное училище имени И. В. Сталина в городе Ейске. С августа 1940 года — младший лётчик и пилот 32-го истребительного авиаполка 62-й истребительной авиабригады ВВС Черноморского флота.
С июня 1941 года — участник Великой Отечественной войны, на которой воевал в рядах того же полка. Полк базировался на аэродромах Евпатория и Бельбек и вёл боевую работу по противовоздушной обороне объектов на территории Крыма. Участвовал в обороне Севастополя.
12 ноября 1941 года дежуривший на своём аэродроме Иванов по тревоге поднялся в воздух на истребителе МиГ-3 и принял воздушный бой с немецкими самолётами, летящими бомбить Севастополь. Иванов сбил один бомбардировщик, а когда кончились боеприпасы, совершил воздушный таран, сбив второй самолёт, а затем на повреждённом самолёте успешно сел на аэродром. 17 ноября 1941 года в аналогичной ситуации сбил ещё один немецкий бомбардировщик и повредил второй. Стремясь не дать ему уйти, Иванов догнал его и во второй раз пошёл на воздушный таран, погибнув при этом. Оба самолёта упали в Чёрное море примерно в 5 километрах от посёлка Бельбек.
Обе эти победы Я. М. Иванова подтверждаются и данными противника — в эти дни сбиты два бомбардировщика 27-й бомбардировочной эскадры «Бёльке», из 10 членов их экипажей 9 погибли, а один спасшийся с парашютом лётчик был взят в плен.
Указом Президиума Верховного Совета СССР от 17 января 1942 года младший лейтенант Яков Иванов посмертно был удостоен звания Героя Советского Союза. Также посмертно был награждён орденом Ленина.
Всего же на фронте младший лейтенант Яков Иванов одержал 5 побед: 4 немецких самолёта сбил лично и 1 в группе.

## Память
- Бюсты Героя установлены бюсты в Севастополе и посёлке Кача в Крыму[6].
- Именем Я. М. Иванова названа улица в городе Чудово Новгородской области[3].
- Также его именем названы улица и спортивный комплекс в п. Волот Волотовского р-на Новгородской области.
- В Севастополе именем Я. М. Иванова также названа улица решением Севастопольского горсовета от 17 апреля 1957 года[7]